# Jevhen Seleznjov
Jevhen Oleksandrovytsj Seleznjov (Oekraïens: Євген Олександрович Селезньов; Makijivka, 20 juli 1985) is een Oekraïens voormalig voetballer die doorgaans speelde als spits. Tussen 2002 en 2023 was hij actief voor Sjachtar Donetsk, Arsenal Kiev, Dnipro Dnipropetrovsk, opnieuw Sjachtar Donetsk, opnieuw Dnipro Dnipropetrovsk, Koeban Krasnodar, opnieuw Sjachtar Donetsk, Karabükspor, Akhisar Belediyespor, Málaga, Bursaspor, Kolos Kovalivka en FK Mynaj. Seleznjov maakte in 2008 zijn debuut in het Oekraïens voetbalelftal en kwam uiteindelijk tot achtenvijftig interlandoptredens.

## Clubcarrière
Seleznjov speelde in de jeugdopleiding bij Sjachtar Donetsk, waar hij ook door wist te breken. Dat gebeurde nadat hij anderhalf jaar lang verhuurd was geweest aan Arsenal Kiev. In Kiev was hij een van de meest scorende spelers geweest met zeventien goals in vierentwintig wedstrijden in het seizoen 2007/08. Op 25 juli 2009 maakte hij bekend de overstap te hebben gemaakt naar Dnipro Dnipropetrovsk. Daar speelde hij uiteindelijk twee seizoenen, waarin hij tot dertig doelpunten wist te komen. Een jaartje terug bij Sjachtar later, keerde hij weer terug naar Dnipro om daar weer te gaan spelen. Bij die club speelde hij dit keer drieënhalf jaar, waarna hij voor het eerst naar het buitenland vertrok, naar Koeban Krasnodar. Na drie maanden en negen competitiewedstrijden lieten club en speler het contract ontbinden. Een paar dagen later keerde Seleznjov voor de tweede maal terug naar Sjachtar. De spits speelde drie wedstrijden in een half jaar tijd. In januari 2017 verkaste hij naar Karabükspor, waar hij zijn handtekening zette onder een verbintenis voor de duur van tweeënhalf jaar. In december 2017 verliet hij de club. Hierop bleef Seleznjov in Turkije, waar hij voor Akhisar Belediyespor tekende. Een jaar later vertrok de Oekraïner voor circa een half miljoen euro naar Málaga, waar hij voor tweeënhalf jaar tekende. Bij Bursaspor keerde de Oekraïner terug in Turkije. Medio 2020 ging hij nog verder huiswaarts, naar zijn vaderland en naar Kolos Kovalivka. In juli 2021 nam FK Mynaj hem over. Seleznjov zette in maart 2023 op zevenendertigjarige leeftijd een punt achter zijn actieve loopbaan.

## Interlandcarrière
Seleznjov debuteerde in het Oekraïens voetbalelftal op 24 mei 2008, toen er in Rotterdam met 3–0 werd verloren van Nederland. De aanvaller begon op de bank en mocht in de tweede helft invallen voor Andrij Sjevtsjenko. Zijn eerste doelpunt maakte hij op 19 november 2008, tijdens een duel met Noorwegen (1–0 overwinning). Seleznjov werd tevens opgenomen in de selectie voor het Europees kampioenschap voetbal 2012, waar hij met Oekraïne in de groepsfase werd uitgeschakeld. Met Polen neemt hij in juni 2016 eveneens deel aan het Europees kampioenschap voetbal 2016 in Frankrijk. Oekraïne werd in de groepsfase uitgeschakeld na nederlagen tegen Duitsland (0–2), Noord-Ierland (0–2) en Polen (0–1).
| 1  | 19 november 2008 | Oekraïne – Noorwegen  | 1 – 0 | 1 – 0 | Vriendschappelijk    |
| 2  | 10 februari 2009 | Slowakije – Oekraïne  | 1 – 2 | 2 – 3 | Vriendschappelijk    |
| 3  | 5 september 2009 | Oekraïne – Andorra    | 5 – 0 | 5 – 0 | WK 2010 kwalificatie |
| 4  | 14 oktober 2009  | Andorra – Oekraïne    | 0 – 5 | 0 – 6 | WK 2010 kwalificatie |
| 5  | 4 september 2010 | Polen – Oekraïne      | 1 – 1 | 1 – 1 | Vriendschappelijk    |
| 6  | 14 augustus 2013 | Oekraïne – Israël     | 2 – 0 | 2 – 0 | Vriendschappelijk    |
| 7  | 6 september 2013 | Oekraïne – San Marino | 2 – 0 | 9 – 0 | WK 2014 kwalificatie |
| 8  | 15 oktober 2013  | San Marino – Oekraïne | 0 – 1 | 0 – 8 | WK 2014 kwalificatie |
| 9  | 15 oktober 2013  | San Marino – Oekraïne | 0 – 3 | 0 – 8 | WK 2014 kwalificatie |
| 10 | 9 oktober 2015   | Macedonië – Oekraïne  | 0 – 1 | 0 – 2 | EK 2016 kwalificatie |
| 11 | 14 november 2015 | Oekraïne – Slovenië   | 2 – 0 | 2 – 0 | EK 2016 kwalificatie |